# Protaetia jelineki
Protaetia jelineki är en skalbaggsart som beskrevs av Rudolph Petrovitz 1981. Protaetia jelineki ingår i släktet Protaetia och familjen Cetoniidae. Inga underarter finns listade i Catalogue of Life.